# U-BT Cluj-Napoca
Maillots
L'U-BT Cluj-Napoca est un club roumain de basket-ball appartenant au Championnat de Roumanie masculin de basket-ball, en première division. Le club est basé dans la ville de Cluj-Napoca en Transylvanie.

## Historique
Le club a été 7 fois champion de Roumanie.
Le club a également formé Gheorghe Mureșan, ancien joueur NBA des Bullets de Washington et des Nets du New Jersey.

## Palmarès
- Vainqueur du Championnat de Roumanie : 1992, 1993, 1996, 2011, 2017, 2021, 2022
- Vainqueur de la Coupe de Roumanie : 1995, 2016, 2017, 2018, 2020
- Vainqueur de la Supercoupe de Roumanie : 2016, 2017, 2021
- Quart de finaliste de l'EuroCup Challenge : 2007

## Entraîneurs
- 1989-1995 :  Voicu Moldovan
- 1995-1997 :  Dragan Petričević
- 1997-2007 :  Voicu Moldovan
- 2007-2009 : / Tab Baldwin
- 2009-2012 :  Liviu Morariu
- 2012-2016 :  Gheorghe Roman
- 2016-2019 :  Mihai Silvășan
- 2019-2021 :  Duško Vujošević
- 2021- :  Mihai Silvășan

## Joueurs célèbres ou marquants
- Mihai Albu
- Gheorghe Mureșan
- - Henry Domercant
- Željko Šakić
- Aleksandar Rašić